# آنتونین پرنر
آنتونین پرنر (انگلیسی: Antonín Perner; ۲۹ ژانویهٔ ۱۸۹۹ – ۲۴ نوامبر ۱۹۷۳) بازیکن فوتبال اهل چکسلواکی بود.
از باشگاه‌هایی که در آن بازی کرده‌است می‌توان به باشگاه فوتبال اسپارتا پراگ اشاره کرد.
وی همچنین در تیم ملی فوتبال چکسلواکی بازی کرده‌است.